# The Full Monty (comédie musicale)
Pour l’article homonyme, voir The Full Monty (homonymie).
Cet article concerne l'adaptation en comédie musicale. Pour l'adaptation théâtrale, voir Ladies Night (pièce de théâtre).
The Full Monty est une comédie musicale avec un livret de Terrence McNally et les partitions de David Yazbek.
Cette comédie musicale est adaptée du film britannique homonyme sorti en 1997.

## Argument
Six chômeurs métallurgistes de Buffalo (New York), décident de monter un spectacle de striptease dans un club local, après avoir vu l'enthousiasme de leurs épouses pour une tournée de Chippendales. L'un d'eux, Jerry, déclare que leur spectacle sera meilleur que les danseurs Chippendales, car ils vont "enlever tout". Alors qu'ils se préparent pour le spectacle, leurs angoisses, craintes, et conscience en soi les empêchent d'avancer. Ils surmontent ensemble leurs démons intérieurs et trouvent la force de monter ce spectacle grâce à leur esprit de camaraderie.

## Productions

### Broadway (2000-2002)
La comédie musicale a eu sa première mondiale au Old Globe Theatre de San Diego du 1er juin au 9 juillet 2000. La production a ouvert à Broadway au Théâtre Eugene O'Neill le 26 octobre 2000 et ferma en septembre 2002, après 770 représentations et 35 avant-premières. La comédie musicale a été mise en scène par Jack O'Brien et chorégraphié par Jerry Mitchell, avec des décors de John Arnone, l'éclairage d'Howell Binkley et les costumes de Robert Morgan. 
Le casting original comprenait Patrick Wilson, André DeShields, John Ellison Conlee, Jason Danieley, Marcus Neville, Kathleen Freeman, Denis Jones, Emily Skinner, et Annie Golden. Jane Connell vint remplacer Kathleen Freeman, décédée le 23 août 2001.

### Londres (2002)
La comédie musicale a ensuite été montée dans le West End, à Londres, au Prince of Wales Theatre en mars 2002 jusqu'au 23 novembre 2002. La distribution était composée de la troupe originale, à savoir Jason Danieley, Andre De Shields, John Ellison Conlee, Romain Frugé et Marcus Neville, avec Dora Bryan dans le rôle de Jeanette Burmeister et Jarrod Emick dans celui de Jerry. La production a remporté le London Evening Standard Theatre Award pour la Meilleure comédie musicale. 

### Londres (2009)
Une production mise en scène par Thom Southerland a été jouée au Broadway Studio de Catford, au sud-est de Londres, en novembre 2009, puis transféré au West End au New Players Theatre en décembre 2009.

### Paris (2013)
Une production française a ouvert le 5 avril 2013 au théâtre Comédia. L'adaptation du livret a été confiée à Nathaniel Brendel qui collaborera avec Baptiste Charden pour l'adaptation des chansons. La chorégraphie sera quant à elle dirigée par Fauve Hautot, assistée par Grégoire Lyonnet. Edwige Chandelier (Le Roi Lion), Olivier Decrouille (Hair), Anne Bouvier (La Liste de mes envies) et Julien Baptist (L'Éveil du printemps) composent l'équipe artistique. Le casting sera composé de Christophe Peyroux, Guillaume Bouchede, Sylvain Guitz, Olivier Ruidavet dans le rôle d'Harold, Gregory Amsis dans le rôle d'Ethan, Alexandre Jerôme Boulard dans le rôle de Malcomet Jérémie Duvall interprète Nathan. Le reste de la troupe sera composé de Juliette Moraine, Dalia Constantin, Dominique Noblès, Lina Lamara, Raphaëlle Dess, Jerome Dupleix, Ricco Basta, Mehdi Vigier, Tess Hedreville et Julie Obré, révélée par la Nouvelle Star sur D8.

### Autres productions internationales
Le spectacle a été monté dans plusieurs pays à travers le monde dont la Corée du Sud (de 2006 à 2007), aux Pays-Bas (de 2009 à 2010), au Japon, à Hong Kong, en Islande, en Israël, en Suède, en Grèce, en Australie, au Canada, en Espagne, au Royaume-Uni, en Croatie, au Mexique, en Allemagne, aux Bermudes et à Singapour. Une version italienne sera en tournée en Italie en 2013. Cette production a la particularité d'avoir un casting composé d'anciens chômeurs, sélectionnés lors d'un salon pour l'emploi qui a eu lieu à Turin.

## Liste des morceaux
Acte I
- Merde (Scrap) - Jerry, Dave, Malcolm, Ethan, et les garçons
- Le Monde est aux Femmes (It's a Woman's World) - Georgie et les filles
- Mec (Man) - Jerry et Dave
- Une putain de Pierre (Big-Ass Rock) - Jerry, Dave et Malcolm
- Ma vie avec Harold (Life With Harold) - Vicki et la troupe
- Bon Gros Black (Big Black Man) - Etalon et les garçons
- Tu es ma Reine (You Rule My World) - Dave et Harold
- Comme Michael Jordan (Michael Jordan's Ball) - Jerry et les garçons

Acte II
- Le Showbiz selon Jeannette (Jeanette's Showbiz Number) - Jeanette et les garçons
- L'Air frais du dehors (Breeze Off the River) - Jerry
- Du lourd (The Goods) - Jerry, Etalon, les garçons, Georgie, Vicki, Pam et les filles
- Tu marches avec Moi (You Walk with Me) - Malcolm et Ethan
- Tu es mon Roi (You rule my World - reprise) - Georgie et Vicki
- On est chaud (Let it Go) -  Les garçons et la troupe

## Récompenses et nominations

### Production originale de Broadway
| Année | Récompense          | Catégorie                                           | Nomination                 | Résultat   |
| ----- | ------------------- | --------------------------------------------------- | -------------------------- | ---------- |
| 2001  | Tony Award          | Meilleure comédie musicale                          | Meilleure comédie musicale | Nomination |
| 2001  | Tony Award          | Meilleur livret de comédie musicale                 | Terrence McNally           | Nomination |
| 2001  | Tony Award          | Best Original Score                                 | David Yazbek               | Nomination |
| 2001  | Tony Award          | Meilleur acteur dans une comédie musicale           | Patrick Wilson             | Nomination |
| 2001  | Tony Award          | Best Performance by a Featured Actor in a Musical   | John Ellison Conlee        | Nomination |
| 2001  | Tony Award          | Best Performance by a Featured Actor in a Musical   | André DeShields            | Nomination |
| 2001  | Tony Award          | Best Performance by a Featured Actress in a Musical | Kathleen Freeman           | Nomination |
| 2001  | Tony Award          | Best Direction of a Musical                         | Jack O'Brien               | Nomination |
| 2001  | Tony Award          | Best Choreography                                   | Jerry Mitchell             | Nomination |
| 2001  | Tony Award          | Best Orchestrations                                 | Harold Wheeler             | Nomination |
| 2001  | Drama Desk Award    | Outstanding Musical                                 | Outstanding Musical        | Nomination |
| 2001  | Drama Desk Award    | Outstanding Book of a Musical                       | Terrence McNally           | Nomination |
| 2001  | Drama Desk Award    | Outstanding Actor in a Musical                      | Patrick Wilson             | Nomination |
| 2001  | Drama Desk Award    | Outstanding Featured Actor in a Musical             | John Ellison Conlee        | Nomination |
| 2001  | Drama Desk Award    | Outstanding Featured Actor in a Musical             | André DeShields            | Nomination |
| 2001  | Drama Desk Award    | Outstanding Featured Actress in a Musical           | Kathleen Freeman           | Nomination |
| 2001  | Drama Desk Award    | Outstanding Director of a Musical                   | Jack O'Brien               | Nomination |
| 2001  | Drama Desk Award    | Outstanding Choreography                            | Jerry Mitchell             | Nomination |
| 2001  | Drama Desk Award    | Outstanding Orchestrations                          | Harold Wheeler             | Nomination |
| 2001  | Drama Desk Award    | Outstanding Lyrics                                  | David Yazbek               | Nomination |
| 2001  | Drama Desk Award    | Outstanding Music                                   | David Yazbek               | Lauréat    |
| 2001  | Drama Desk Award    | Outstanding Lighting Design                         | Howell Binkley             | Nomination |
| 2001  | Theatre World Award | Theatre World Award                                 | Kathleen Freeman           | Lauréat    |